# Richard Rademaker
Richard Rademaker (* 18. März 1982 in Apeldoorn) ist ein niederländischer Volleyball- und Beachvolleyballspieler.

## Karriere
Rademaker begann seine Volleyball-Karriere 1999 bei DOC Stap Orion Doetinchem. Dort spielte er im Außengriff. Als er 2003 zu Landstede/Zwolle ging, wechselte er auch die Position und wurde Libero. Mit seinem neuen Verein erreichte er gleich im ersten Jahr das Playoff-Finale um die niederländische Meisterschaft. 2005 wurde er erstmals in die Nationalmannschaft berufen. Im gleichen Jahr wechselte er zu Ortec Rotterdam Nesselande. 2006 erlebte er das erfolgreichste Jahr seiner Karriere. Zunächst gewann er mit dem Verein das Double aus Meisterschaft und Pokalsieg. Anschließend siegten die Niederländer in der Europaliga. 2007 verteidigte Rotterdam mit Rademaker den Titel im Pokal und stand außerdem wieder im Playoff-Finale. Neben der erneuten Vizemeisterschaft erreichte der Verein das Viertelfinale im Challenge Cup. 2009 folgte die nächste Meisterschaft. Außerdem nahm Rademaker mit der Nationalmannschaft an der Europameisterschaft in der Türkei teil. 2011 gelang dem Libero mit Rivium Rotterdam ein weiterer Sieg in der niederländischen Liga. In der Saison 2011/12 spielte er für Dynamo Apeldoorn.
Seine ersten internationalen Beachvolleyball-Turniere absolvierte Richard Rademaker in den Jahren 2001 bis 2003 mit seinem Bruder Roland. Die Zwillinge spielten beim Grand Slam in Marseille und bei zwei Open-Turnieren. Die Junioren-Weltmeisterschaft 2002 in Catania beendeten sie auf dem fünften Rang. In den folgenden Jahren konzentrierte sich Richard Rademaker hauptsächlich auf seine Aktivitäten in der Halle. Zur Beach-EM 2012 im eigenen Land kehrte er zurück in den Sand. Mit Tim Oude Elferink erreichte er als Gruppendritter die erste Hauptrunde und unterlag dort dem polnischen Duo Kądzioła/Szałankiewicz.